# Карлос Адамес
Карлос Адамес (ісп. Carlos Adames; 7 травня 1994) — домініканський професійний боксер, чемпіон світу за версією WBC (2024—т.ч.) в середній вазі.

## Професіональна кар'єра
2015 року дебютував на профірингу, здобувши впродовж чотирьох років вісімнадцять перемог поспіль.
30 листопада 2019 року вийшов на бій за титул «тимчасового» чемпіона світу за версією WBO у першій середній вазі проти бразильця Патрика Тейшейри і зазнав поразки одностайним рішенням.
8 жовтня 2022 року в бою проти Хуана Масіас Монтіеля завоював титул «тимчасового» чемпіона світу за версією WBC у середній вазі.
7 травня 2024 року, через кілька годин після того, як чинного чемпіона в середній вазі Джермалла Чарло позбавили титулу, Всесвітня боксерська рада підвищила Адамеса з «тимчасового» чемпіона до повноправного. 15 червня 2024 року провів перший захист титулу, здолавши Террелла Гоше (США). 22 лютого 2025 року завершив нічиєю поєдинок з британцем Хамзою Шираз.